# 재클린 가드스든

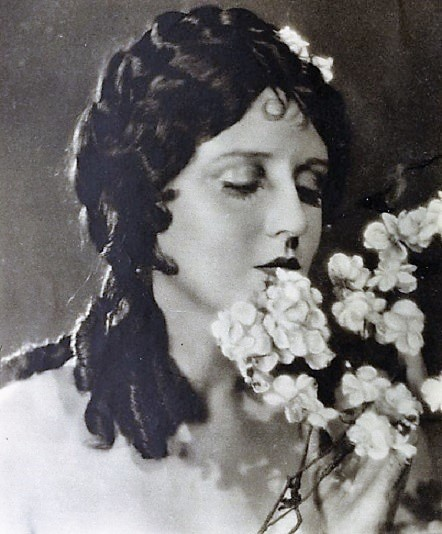

재클린 가드스든(Jacqueline Gadsden, 1900년 8월 3일 ~ 1986년 8월 10일)은 미국의 배우, 영화배우이다.
롬포크에서 태어났으며 샌마코스에서 사망하였다. 포리스트 론 메모리얼 파크에 매장되었다.

## 영화
- 미스티어리어스 아일랜드 (1929년)
- 메리 위도우 (1925년)